# II. třída okresu Hodonín 2003/2004
V soubojích fotbalové II. třídy okresu Hodonín 2003/2004, jedné ze skupin 8. nejvyšší fotbalové soutěže, se utkalo 14 týmů dvoukolovým systémem podzim – jaro. Tento ročník skončil v červnu 2004. Postup do I. B třídy Jihomoravského kraje 2004/2005 si zajistil vítězný tým FK Blatnice pod Svatým Antonínkem. Do III. třídy okresu Hodonín 2004/2005 sestoupily poslední tři týmy TJ Kovo Ždánice, TJ Jiskra Strážnice a SK Dolní Bojanovice. 

## Výsledná tabulka
| Poř. | Tým                               | Z  | V  | R | P  | VG | OG | B  |
| ---- | --------------------------------- | -- | -- | - | -- | -- | -- | -- |
| 1.   | FK Blatnice pod Svatým Antonínkem | 26 | 18 | 2 | 6  | 73 | 31 | 56 |
| 2.   | SK Agro Vnorovy                   | 26 | 15 | 6 | 5  | 46 | 32 | 51 |
| 3.   | TJ Sokol Žádovice                 | 26 | 13 | 6 | 7  | 53 | 43 | 45 |
| 4.   | TJ Vlast Ježov                    | 26 | 14 | 3 | 9  | 48 | 35 | 45 |
| 5.   | TJ KEN Veselí nad Moravou         | 26 | 13 | 5 | 8  | 54 | 32 | 44 |
| 6.   | SK Kostelec                       | 26 | 11 | 8 | 7  | 54 | 31 | 41 |
| 7.   | Sokol Strážovice                  | 26 | 10 | 4 | 12 | 44 | 49 | 34 |
| 8.   | SK Sudoměrice                     | 26 | 9  | 7 | 10 | 44 | 48 | 34 |
| 9.   | Sokol Lipov                       | 26 | 10 | 3 | 13 | 42 | 54 | 33 |
| 10.  | FC Moravský Písek                 | 26 | 9  | 5 | 12 | 42 | 54 | 32 |
| 11.  | SK Kozojídky                      | 26 | 8  | 6 | 12 | 40 | 43 | 30 |
| 12.  | TJ Kovo Ždánice                   | 26 | 9  | 3 | 14 | 43 | 53 | 30 |
| 13.  | TJ Jiskra Strážnice               | 26 | 7  | 4 | 15 | 45 | 73 | 25 |
| 14.  | SK Dolní Bojanovice               | 26 | 3  | 4 | 19 | 27 | 77 | 13 |

Poznámky:
- Z = Odehrané zápasy; V = Vítězství; R = Remízy; P = Prohry; VG = Vstřelené góly; OG = Obdržené góly; B = Body; (S) = Mužstvo sestoupivší z vyšší soutěže; (N) = Mužstvo postoupivší z nižší soutěže (nováček)

|  | Postup do I. B třídy Jihomoravského kraje 2004/2005 |
|  | Sestup do III. třídy okresu Hodonín 2004/2005       |